# Leuville-sur-Orge
Leuville-sur-Orge är en kommun i departementet Essonne i regionen Île-de-France i norra Frankrike. Kommunen ligger i kantonen Arpajon som tillhör arrondissementet Palaiseau. År 2022 hade Leuville-sur-Orge 4 307 invånare.

## Befolkningsutveckling
Antalet invånare i kommunen Leuville-sur-Orge
| Referens: INSEE |